# 다루미정
다루미정(垂水町)은 효고현 아카시군에 설치되었던 정이다. 현재의 고베시 다루미구 및 스마구의 일부에 해당한다.

## 역사
- 1889년 4월 1일 - 정촌제 시행에 의해 7개 촌의 구역을 가지고 다루미촌이 성립하였다.
- 1928년 11월 1일 - 정으로 승격해 다루미정이 되었다.
- 1941년 7월 11일 - 고베시에 편입해, 동일 다루미정은 폐지되었다.

## 교통

### 철도
- 철도성
  - 산요본선

### 도로
- 국도 제2호선

## 참고문헌
- 商業興信所編『日本全国諸会社役員録 明治35年』商業興信所、1893 - 1911年。
- 『가도카와 일본 지명 대사전 28 兵庫県』。